# Правительственное здание префектуры Ибараки
Правительственное здание префектуры Ибараки (яп. 茨城県庁舎 Ибракикентё:ся) — 120-метровый и 25-этажный небоскреб, расположенный по адресу 978-6 Касахарамати, город Мито, префектура Иабараки, Япония. Здание было построено в марте 1999 года. Самый высокий небоскрёб города Мито и префектуры Иабараки.